# 波亞納布拉坎皮納足球俱樂部
波亞納布拉坎皮納足球俱樂部(Fortuna Poiana Câmpina)是一支位於羅馬尼亞波亞納布拉坎皮納的職業足球會，目前於羅馬尼亞足球丁級聯賽角逐。

## 榮譽
羅馬尼亞足球丙級聯賽:
- 冠軍 (1): 2013–14
- 亞軍 (1): 2012–13